# UTC−4
UTC−4 je vremenska zona.

## Kao standardno vreme (cele godine)

### Severna Amerika
AST — Atlantic Standard Time:
- Kanada
  -  Kvebek (istočno od 63°W)

### Centralna Amerika
- Dominikanska Republika

Zavisne teritorije:
- Gvadelup (Francuska)
- Martinik (Francuska)
- Aruba (Holandija)
- Holandski Antili (Holandija)

AST — Atlantic Standard Time:
- Sjedinjene Države
  -  Portoriko

Zavisne teritorije:
- Američka Devičanska Ostrva

ECT — Eastern Caribbean Time:
- Antigva i Barbuda
- Barbados
- Dominika
- Grenada
- Sveti Kits i Nevis
- Sveta Lucija
- Sveti Vinsent i Grenadini
- Trinidad i Tobago

Zavisne teritorije:
- Angvila (UK)
- Monserat (UK)
- Britanska Devičanska Ostrva (UK)

### Južna Amerika
- Bolivija
- Gvajana
- Brazil
  -  Akri
  -  Amazonas
  -  Rondonija
  -  Rorajma

## Kao standardno vreme samo zimi (severna hemisfera)
AST — Atlantic Standard Time:
- Kanada
  -  Nova Škotska
  -  Nju Branzvik,
  -  Ostrvo Princa Edvarda
  -  Njufaundlend i Labrador — Labrador, osim jugoistočnog kraja

Zavisne teritorije:
- Bermuda (UK)
- Grenland — severozapadni deo (koriste se severnoamerička pravila o letnjem vremenu) (Danska)

## Kao standardno vreme samo zimi (južna hemisfera)

### Južna Amerika
- Argentina
  -  San Luis (od marta 2009.[1])
- Brazil
  -  Mato Groso
  -  Mato Groso do Sul
- Čile (kopneni deo)
- Paragvaj

Zavisne teritorije:
- Foklandska ostrva (UK)

## Kao letnje ukazno vreme (leto na severnoj hemisferi)

### Centralna Amerika
- Bahami
- Kuba

Zavisne teritorije:
- Ostrva Turks i Kajkos (UK)

### Severna Amerika
EDT — Eastern Daylight Time:
- Kanada
  -  Nunavut (istočni deo),
  - najveći delovi provincija  Ontario i  Kvebek
- SAD
  -  Konektikat
  -  Delaver
  -  Vašington (grad)
  -  Džordžija
  -  Mejn
  -  Merilend
  -  Masačusets
  -  Nju Hempšir
  -  Nju Džersi
  -  Njujork
  -  Severna Karolina
  -  Ohajo
  -  Pensilvanija
  -  Roud Ajland
  -  Južna Karolina
  -  Vermont
  -  Virdžinija
  -  Zapadna Virdžinija
  - najveći delovi država  Florida,  Indijana,  Mičigen
  - istočni delovi država  Kentaki,  Tenesi